# 2157 Ashbrook
2157 Ashbrook eller A924 EF är en asteroid i huvudbältet, som upptäcktes 7 mars 1924 av den tyske astronomen Karl Wilhelm Reinmuth i Heidelberg. Den har fått sitt namn efter den amerikanske astronomen Joseph Ashbrook.
Asteroiden har en diameter på ungefär 13 kilometer och den tillhör asteroidgruppen Gefion.